# My Sister’s Crown
My Sister’s Crown (englisch für Die Krone meiner Schwester) ist ein mehrsprachiger Popsong, der von der tschechischen Band Vesna geschrieben und interpretiert wurde. Mit dem Titel vertrat die Band Tschechien beim Eurovision Song Contest 2023 in Liverpool. Das Lied ist überwiegend in Englisch gehalten, daneben enthält es ukrainischen, bulgarischen und tschechischen Text.

## Hintergrund
Anfang 2023 gab die tschechische Rundfunkanstalt Česká televize bekannt, dass man den Vertreter für den kommenden Eurovision Song Contest mittels eines Vorentscheides auswählen werde. Am 16. Januar wurden die Namen der Teilnehmer veröffentlicht, unter denen sich auch Vesna befand. Die Vorentscheidung unter dem Titel Eurovision Song CZ 2023 fand am 30. Januar statt. Bis zum 6. Februar konnten sowohl das tschechische, als auch das internationale Publikum voneinander getrennt über die Webseite des Senders für ihren Favoriten abstimmen. Mit deutlichem Vorsprung entschied Vesna die Show für sich.
Der Titel wurde von den Bandmitgliedern Patricie Fuxová und Tanita Yankovová komponiert. Den Text schrieben Fuxová, Yankovová und Kateryna Vatchenko. Die Produktion erfolgte durch die Gruppe Production Lovers, bestehend aus Adam Albrecht, Šimon Martínek und Michal Jiráň.

## Inhalt
Laut Angaben der Gruppe handelt der Titel von der gegenseitigen Unterstützung unter Frauen sowie der Bindung zwischen Schwestern. Allerdings solle das Lied nicht ausschließlich auf die Beziehung von Frauen untereinander verstanden werden, sondern dahingehend, dass man sich gegenseitig unterstützen solle. Weiterhin würden Themen wie Gleichberechtigung und der gegenwärtige Zustand der Gesellschaft behandelt.
Das Intro des Liedes ist in tschechischer Sprache, woraufhin die erste Strophe in Englisch folgt. Der Refrain ist auf Ukrainisch, wohingegen die zweite Strophe auf Bulgarisch gesungen wird. Die letzten Zeilen des Liedes werden auf Englisch und Tschechisch gesungen. Der Titel folgt dem Stil der Gruppe, die sich auf slawische Motive ausgerichtet hat.

## Veröffentlichung
Das Musikvideo erschien mitsamt des Titels am 30. Januar 2023. Es entstand unter der Regie von Zuzana Veselá.

## Eurovision Song Contest
Dem tschechischen Beitrag wurde ein Platz in der zweiten Hälfte des ersten Halbfinals des Eurovision Song Contests 2023 zugelost, das am 9. Mai 2023 stattfand. Dort erreichte Vesna mit My Sister’s Crown auf dem 13. Startplatz 110 Punkte und belegte den vierten Platz. Damit qualifizierten sie sich für das Finale am 13. Mai, wo sie auf dem 14. Startplatz mit insgesamt 129 Punkten (94 von der Jury, 35 vom Publikum) den 10. Platz belegten.

## Chartplatzierungen
| ChartsChartplatzierungen | Höchstplatzierung | Wochen |
| ------------------------ | ----------------- | ------ |
| Tschechien (IFPI)        | 15 (1 Wo.)        | 1      |